# Европейский трибунал гражданской службы
Европейский трибунал гражданской службы — специальная палата Суда Европейского союза для разрешения споров между органами Евросоюза и его сотрудниками. Решение о создании трибунала принято 2 ноября 2004 года Советом Европейского союза, его учреждение состоялось 2 декабря 2005. Данный орган был упразднён 1 сентября 2016 года.

## Председатели трибунала
| Срок      | Имя               |
| --------- | ----------------- |
| 2005—2011 | Пол Махони        |
| 2011—2016 | Шон Ван Раепенбуш |